# Светско првенство у пливању 2024 — 1.500 м слободно за жене
Пливачке трке у дисциплини 1.500 метара слободним стилом за жене на Светском првенству у пливању 2024. одржане су 12. и 13. фебруара (квалификације и финале) као део програма Светског првенства у воденим спортовима. Трке су се одржавале у базену спортског комплекса Aspire Dome у катарском граду Дохи.
За трке у овој дисциплини биле су пријављене 23 такмичарке из 19 земаља. Титулу светске првакиње освојила је репрезентативка Италије Симона Квадарела , сребрну медаљу је освојила Ли Бингђе из Кине, док је бронза припала немачкој репрезентативки Изабел Гозе.

## Освајачи медаља
|                        | Резултат |                 | Резултат |                   | Резултат |
|                        |          |                 |          |                   |          |
| Симона Квадарела (ИТА) | 15:46.99 | Ли Бингђе (КИН) | 15:56.62 | Изабел Гозе (НЕМ) | 15:57.55 |

## Званични рекорди
Пре почетка такмичења званични рекорди у овој дисциплини су били следећи:
| Рекорд                         | Име                | Резултат | Место                                     | Датум           |
| ------------------------------ | ------------------ | -------- | ----------------------------------------- | --------------- |
| Светски рекорд СР              | Кејти Ледеки (САД) | 15:20.48 | Индијанаполис (Сједињене Америчке Државе) | 16. мај 2018.   |
| Рекорд светских првенстава РПр | Кејти Ледеки (САД) | 15:25.48 | Казањ (Русија)                            | 4. август 2015. |

## Резултати квалификација
За такмичење у тркама на 1.500 метара слободним стилом за жене биле су пријављене 23 такмичарке из 19 земаља, а свака од земаља имала је право на максимално две представнице у овој дисциплини. Пливало се у 3 квалификационе групе, а пласман у финале остварило је 8 пливачица са најбољим резултатима квалификација. Квалификационе трке су пливане 12. фебруара са почетком од 10.46 по локалном времену.
| Пл. | Група | Стаза | Пливачица               | Репрезентација   | Време    | Нап. |
| --- | ----- | ----- | ----------------------- | ---------------- | -------- | ---- |
| 1.  | 3     | 4     | Симона Квадарела        | Италија          | 16:02.96 | КВ   |
| 2.  | 3     | 5     | Изабел Гозе             | Немачка          | 16:10.60 | КВ   |
| 3.  | 2     | 5     | Ли Бингђе               | Кина             | 16:13.61 | КВ   |
| 4.  | 2     | 3     | Меди Гоф                | Аустралија       | 16:14.48 | КВ   |
| 5.  | 2     | 4     | Анастасија Кирпичњикова | Француска        | 16:14.76 | КВ   |
| 6.  | 2     | 6     | Јанг Пејћи              | Кина             | 16:14.85 | КВ   |
| 7.  | 2     | 2     | Ив Томас                | Нови Зеланд      | 16:16.43 | КВ   |
| 8.  | 3     | 2     | Кристел Кобрич          | Чиле             | 16:16.62 | КВ   |
| 9.  | 3     | 6     | Кејт Херст              | Сједињене Државе | 16:17.83 |      |
| 10. | 2     | 1     | Кејтлин Динс            | Нови Зеланд      | 16:17.98 |      |
| 11. | 3     | 7     | Агостина Ејн            | Аргентина        | 16:21.68 |      |
| 12. | 3     | 3     | Беатрис Дизоти          | Бразил           | 16:25.90 |      |
| 13. | 3     | 0     | Ичика Каџимото          | Јапан            | 16:27.96 |      |
| 14. | 3     | 8     | Ган Чинг Хви            | Сингапур         | 16:29.74 |      |
| 15. | 2     | 7     | Тамила Холуб            | Португалија      | 16:31.64 |      |
| 16. | 2     | 0     | Ајна Кешељ              | Мађарска         | 16:34.84 |      |
| 17. | 3     | 1     | Кајла Хан               | Сједињене Државе | 16:35.02 |      |
| 18. | 1     | 4     | Стефани Хутман          | Јужна Африка     | 16:35.39 |      |
| 19. | 2     | 8     | Ализе Пизан             | Белгија          | 16:37.91 |      |
| 20. | 3     | 9     | Имани де Јонг           | Холандија        | 16:43.55 |      |
| 21. | 2     | 9     | Луси Анке               | Белгија          | 16:48.23 |      |
| 22. | 1     | 5     | Нип Цјин                | Хонгконг         | 17:04.85 |      |
| 23. | 1     | 3     | Малак Мекдар            | Мароко           | 18:06.86 |      |

## Финале
Финална трка је пливана 13. фебруара са почетком од 19.10 часова по локалном времену.
| Пл. | Стаза | Пливачица               | Репрезентација | Време    | Нап. |
| --- | ----- | ----------------------- | -------------- | -------- | ---- |
|     | 4     | Симона Квадарела        | Италија        | 15:46.99 |      |
| 2   | 3     | Ли Бингђе               | Кина           | 15:56.62 |      |
| 3   | 5     | Изабел Гозе             | Немачка        | 15:57.55 |      |
| 4.  | 1     | Ив Томас                | Нови Зеланд    | 16:09.43 |      |
| 5.  | 2     | Анастасија Кирпичњикова | Француска      | 16:12.98 |      |
| 6.  | 7     | Јанг Пејћи              | Кина           | 16:13.08 |      |
| 7.  | 6     | Меди Гоф                | Аустралија     | 16:16.85 |      |
| 8.  | 8     | Кристел Кобрич          | Чиле           | 16:18.90 |      |